# Alarobia Bemaha
Alarobia Bemaha est une commune urbaine malgache, située dans la partie sud de la région de Vakinankaratra.